# Erna Petermannová
Erna Petermannová (1912 – nezvěstná od roku 1944) byla na konci druhé světové války vysoce postavená ženská dozorkyně ve dvou nacistických koncentračních táborech.

## Biografie
Erne Petermannová v roce 1944 sloužila jako jediná žena SS v koncentračním táboře Mittelbau-Dora. Byla povýšena do hodnosti Lagerführerin (velitelka ženského tábora). Později byla Petermannová převelena jako velitelka ženského tábora Gross Werther (pobočný tábor Mittelbau) v pohoří Harz.

## Zmizení
Když se spojenci přiblížili k táboru Gross Werther, Petermannová utekla z tábora a skryla se. Nikdy nebyla nalezena, a proto nebylo možné provést řádné vyšetřování jejích válečných zločinů v koncentračních táborech. O jejím osudu po válce není nic známo.